# Hit me
«Hit me» es una canción escrita por Micky Huidobro y Randy Ebright, grabada y publicado por la banda de rock Molotov, lanzado al mercado el 25 de octubre de 2003, cómo parte del álbum Dance and dense denso.

## Descripción
La canción también suele ser llamada Gimme tha Power II, haciendo referencia a otra canción del mismo grupo (Gimme tha Power), que está incluida en el disco ¿Dónde jugarán las niñas?.
La canción alterna párrafos en inglés y en español.
Igual que con “Gimme tha Power”, es una canción de protesta en contra de la delincuencia, el narcotráfico y el crimen organizado. Contiene fuertes críticas al gobierno de México (del entonces presidente Vicente Fox) y condena cualquier acto de crimen que atenta contra la sociedad.

## Video
El video de esta canción emplea una técnica combinando tomas de imagen real con la animación empleada en “Frijolero”.
En el video se muestran a los integrantes de la banda pegando pósteres que dicen “Jit Mi” (forma incorrecta de deletrear el título de la canción), al mismo tiempo que cada cierto tiempo se alterna las tomas en vivo con las tomas animadas.
Además retoma de manera satírica importantes figuras de la política en esos momentos, como Vicente Fox, José María Aznar, Tony Blair y George W. Bush.
La producción, ideas y dirección del video es el de la anterior producción de la banda "Frijolero" (ganador de un Grammy Latino).
Repite en este vídeo que, según personas cercanas al grupo, es más contundente y divertido que el anterior lo cual le costó a este video una nominación a mejor video en los Grammy latinos.
También destacan en esta producción la primera dama de México, Marta Sahagún, y como otras figuras de la política como el exalcalde de Nueva York Rudy Giuliani, Osama Bin Laden, Dick Cheney y mostrando cameos de la propia banda.
El video es dirigido por Jason Archer y Paul Beck, entre algunas situaciones que suceden en el video destacan la agrupación envolviendo de pancartas políticas, combinando los dibujos animados con la realidad de la democracia en México, por lo que algunas de sus escenas tuvieron como escenario Ciudad de México, "El Zócalo" y Monumento a la Revolución.

## Reconocimientos
La canción fue nominada en los premios Grammy latinos como Mejor video musical.
- Nominación al Grammy Latino  (2004) al “Mejor video musical”
- Nominación al premio MTV VMALA  (2004) al “Mejor vídeo del año”
- Nominación al Grammy Latino  (2004) a la “Mejor Canción de Rock”